# Praia de Ponta Grossa
A praia de Ponta Grossa é uma praia da cidade do Rio de Janeiro, Brasil. Situa-se entre a Pedra de Guaratiba e a praia da Brisa, de frente para a baía de Sepetiba.